# ویگ وام
ویگ وام (به انگلیسی: Wig Wam) گروه موسیقی نروژی است.
آن ها در مسابقه آواز یوروویژن ۲۰۰۵ نماینده نروژ بودند.